# Tanky první světové války

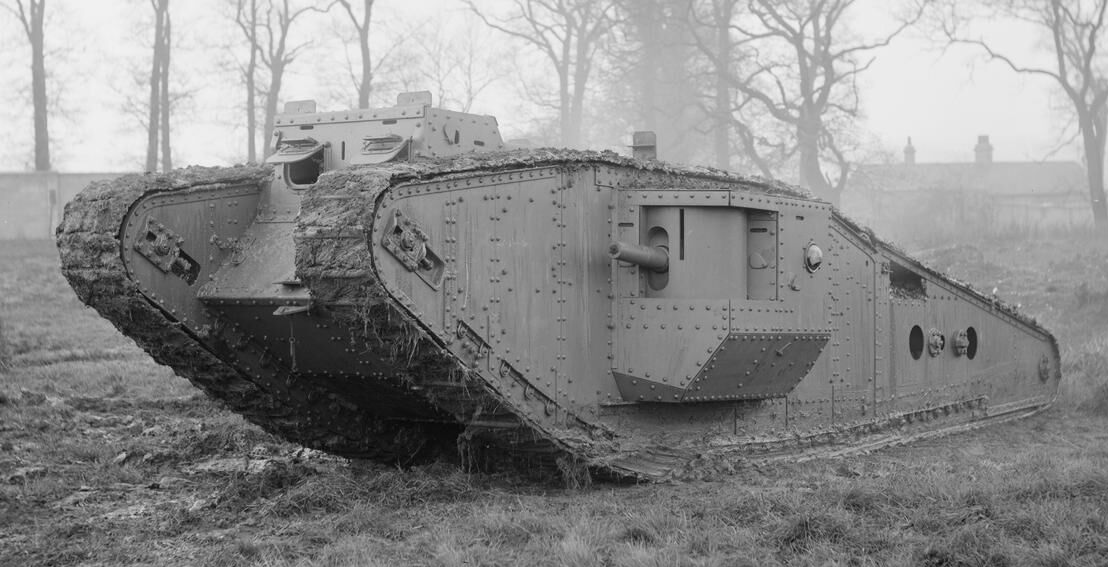
Tank Mark IV

Tanky během první světové války prodělaly značný vývoj od opomíjeného teoretického konceptu až po jednu ze zásadních zbraní ovlivňující výsledek válek, od prvních prototypů až k tisícikusovým sériím.
Během první světové války uvízly válčící armády v zákopových bojích. Ani jedna z armád se nemohla pohnout z místa. Ten kdo zaútočil, utrpěl okamžitě obrovské ztráty způsobené moderními zbraněmi – kulomety a dělostřelectvem – nepřítele (občas i vlastním).

## Britské tanky
Tvůrcem prvního tanku byl plukovník ženistů Ernest Swinton, který se stal i velitelem prvního tankového oddílu v historii. Zjistil, že celá obrana je založena na zátarasech z ostnatého drátu a pokrytí bojiště střelbou z kulometů. Dostal nápad: „Co kdyby se proti nepříteli nasadila lehká bitevní loď na kolech“. První tank byl vlastně něco jako válečná loď postavená na souš, a nazýval se tudíž HMLS Centipede (HMLS byla zkratka pro Pozemní loď Jeho Veličenstva). Nikdy se sériově nevyráběl, ani nebyl bojově nasazen, ale byl prototypem prvních tanků.
První skutečný válečný tank se nazýval Little Willie a byl postaven v roce 1915. Prvním teoretikem tankového boje byl J. F. C. Fuller (Swintonův přítel a kolega). Od něj se poté učili všichni velcí tankoví generálové. Tento tank měl sice několik nevýhod a posádku měl velkou jako menší loď, ale postupně se vylepšil až na tank Mark IV, který se stal nejznámějším tankem 1. světové války. Ke konci války se používala jeho vylepšená verze Mark V.
Britové dělili své tanky na „mužské“ (male) vyzbrojené děly a na „ženské“ (female) vyzbrojené kulomety. Muži dostávaly mužská jména a ženy dostávali ženská jména.

## Francouzské tanky

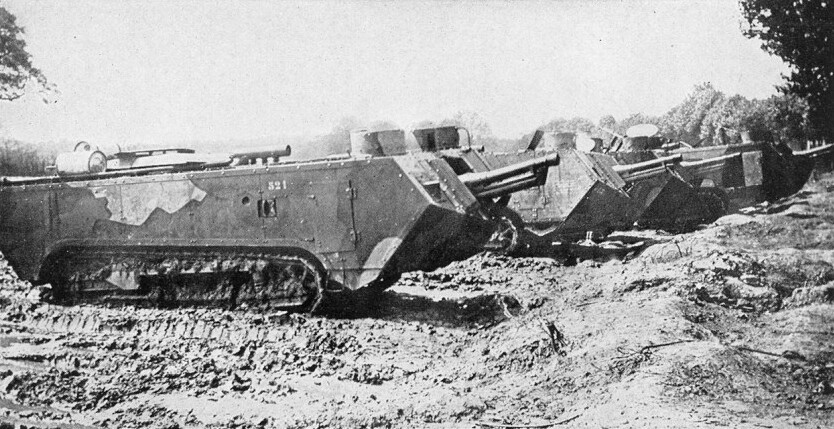
St. Chamond

Ve stejném roce jako Britové začali s výrobou tanků i Francouzi pod vedením Jean-Baptista Estienna. Zkonstruovali tehdy první francouzský tank Schneider CA1. Nebyl však příliš úspěšný a při prvním masovém útoku byl dokonce odražen, což v konečném důsledku spojeneckým vojskům pomohlo, protože Němci začali tanky podceňovat a začali je vyrábět až na konci války. Další francouzský tank nesl označení St. Chamond. Byl rovněž nepovedený, se slabým motorem, ale měl novinku – pohon obstarával elektromotor. Nejlepším francouzským tankem byl Renault FT-17. Byl sice relativně lehký a malý, ale to byla i jeho výhoda – byl to jediný tank, který se dal přepravovat na nákladním autě.

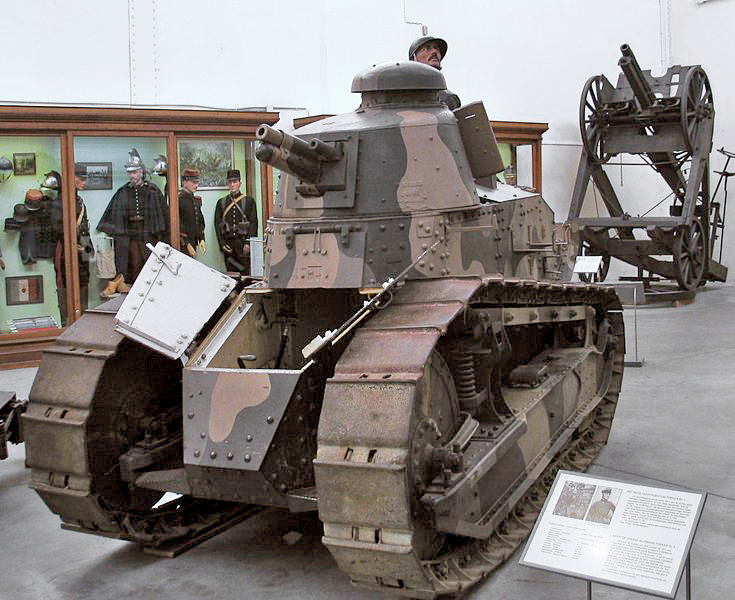
FT-17, Francie

Ještě před vývojem prvních tanků vznikl tzv. Boiraultův stroj, který se však neosvědčil a dostal přezdívku "Diplodocus militaris", podle jurského dinosaura, který podle tehdejších představ rovněž "neúspěšně vyhynul".

## Německé tanky

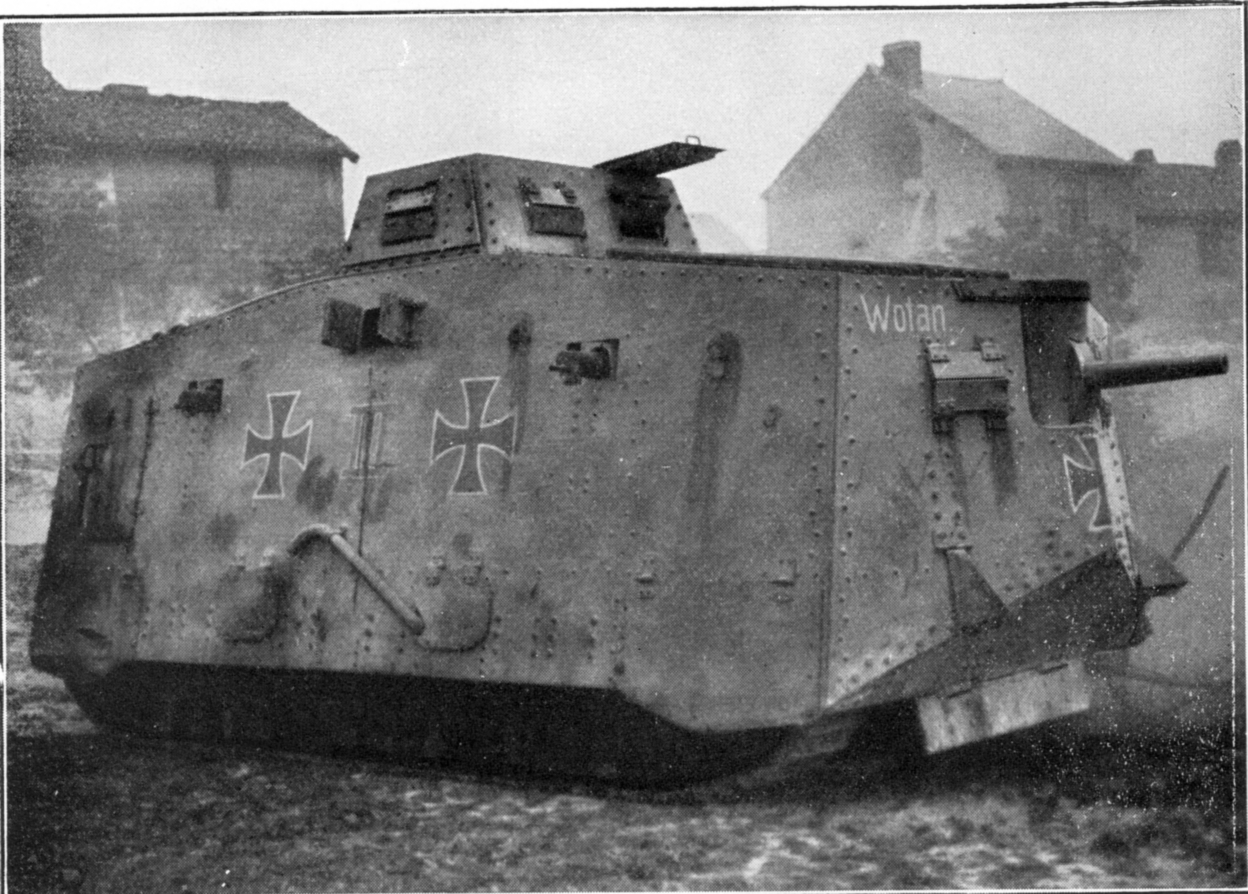
Tank A7V

Němci začali své tanky vyvíjet pozdě a projevilo se to v jejich nezralosti. Jejich jediným vyráběným typem byl A7V.

## Bojové nasazení
První masové nasazení tanků se odehrálo 20. listopadu 1917 u Cambrai a bylo velmi úspěšné, i když kvůli malému množství pěchoty bylo dobyté území vzápětí ztraceno. Zde se ukázalo, že „tanky jsou silné v útoku, ale slabé v obraně“.

## Omezení a problémy
Maximální rychlost tanků byla v tomto období malá:
- 8 km/h u britských tanků Mark IV atd.
- 12 km/h u francouzských St. Chamond

### Technické problémy
- Průchodnost terénu byla poměrně malá – nedokázaly překonávat např. velké krátery.
- Pancíř neměl vnitřní záchytnou vrstvu, což vedlo k tomu, že po zásahu kulometnou palbou (i když neprorazila pancíř) se uvnitř odtrhávaly kusy pancíře – posádky nosily drátěné košile.
- Celková poruchovost – množství tanků vyřazených z boje poruchami bylo obrovské – např. v roce 1918 při konečné ofenzivě spojenců proti Německu činila 90 %.

## Galerie

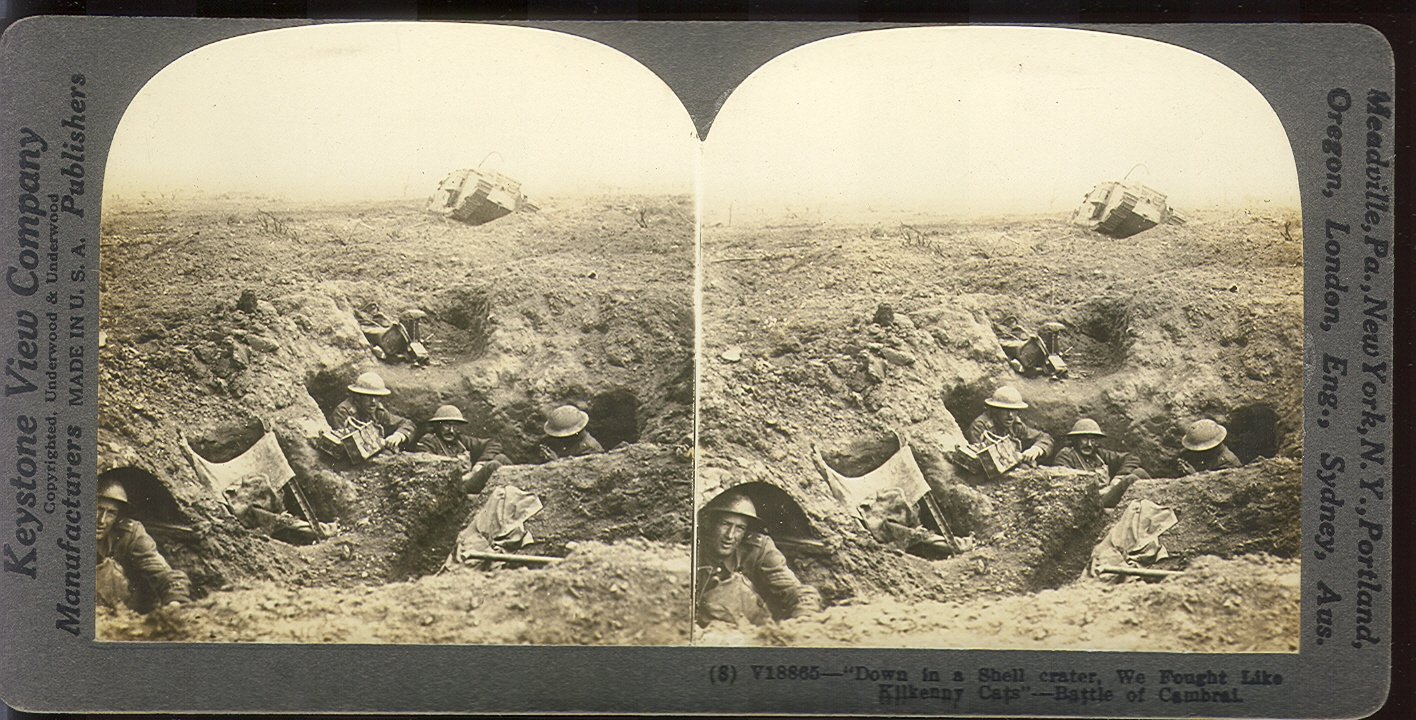
Pohlednice z bitvy u Cambrai
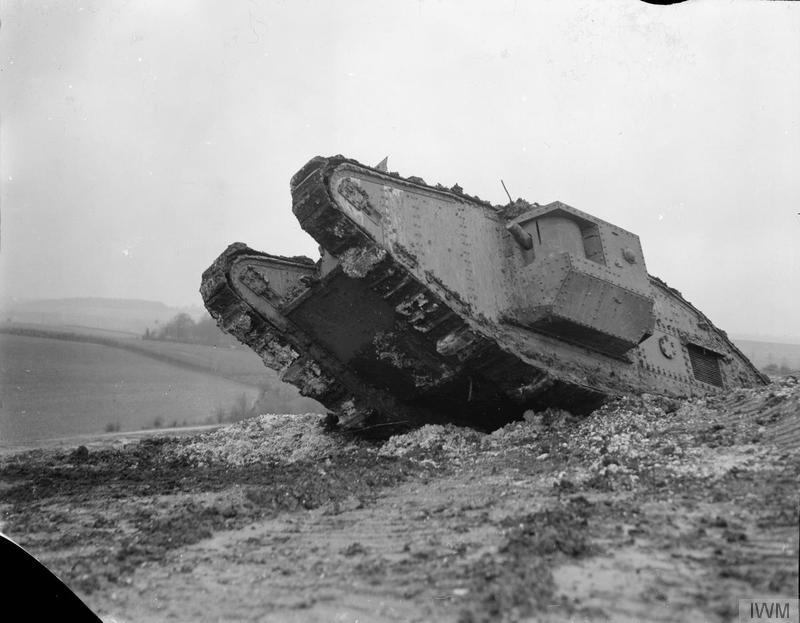
Britský Mark V během výcviku u severofrancouzské obce Aveluy
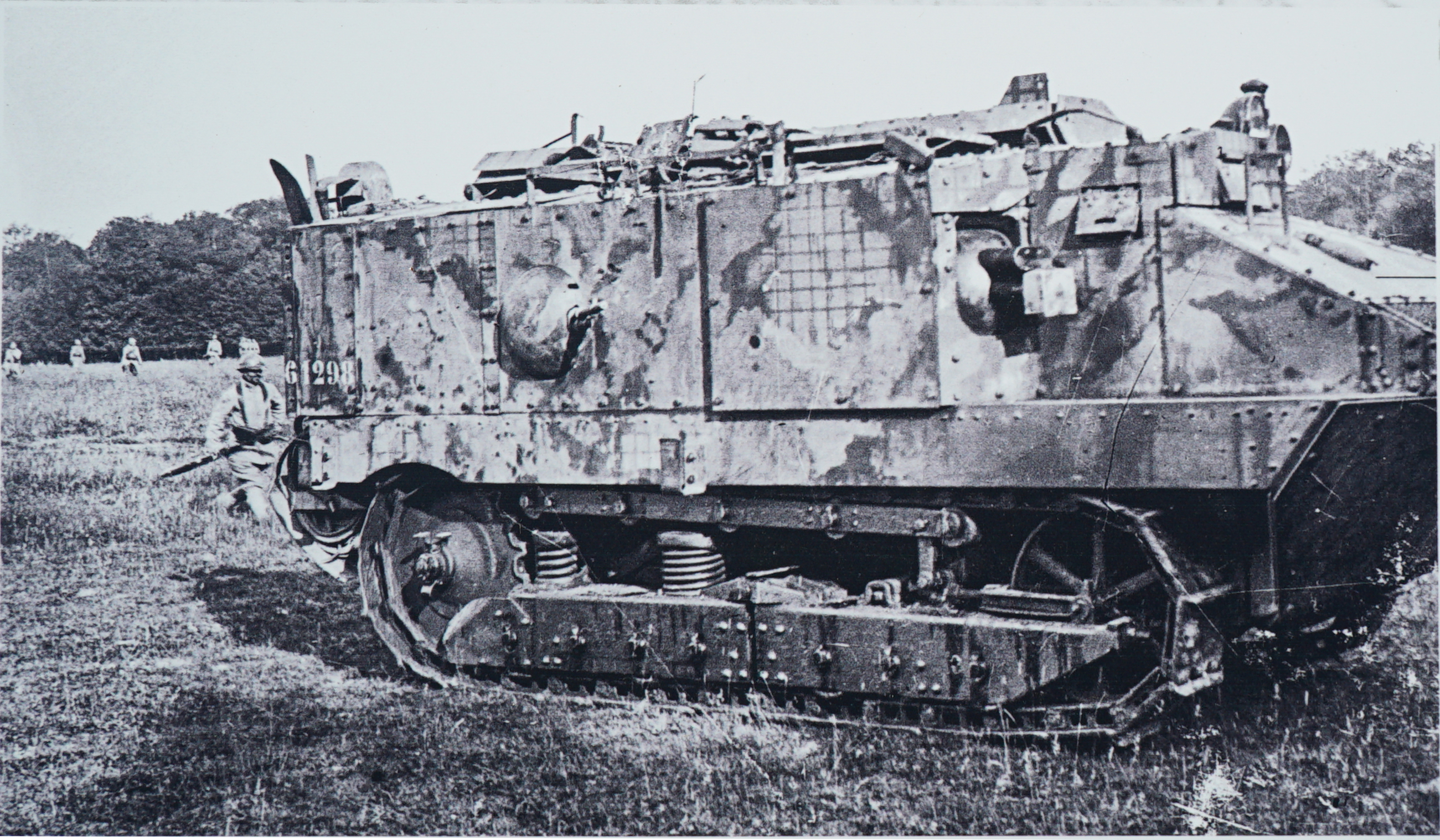
Francouzský tank Schneider CA1
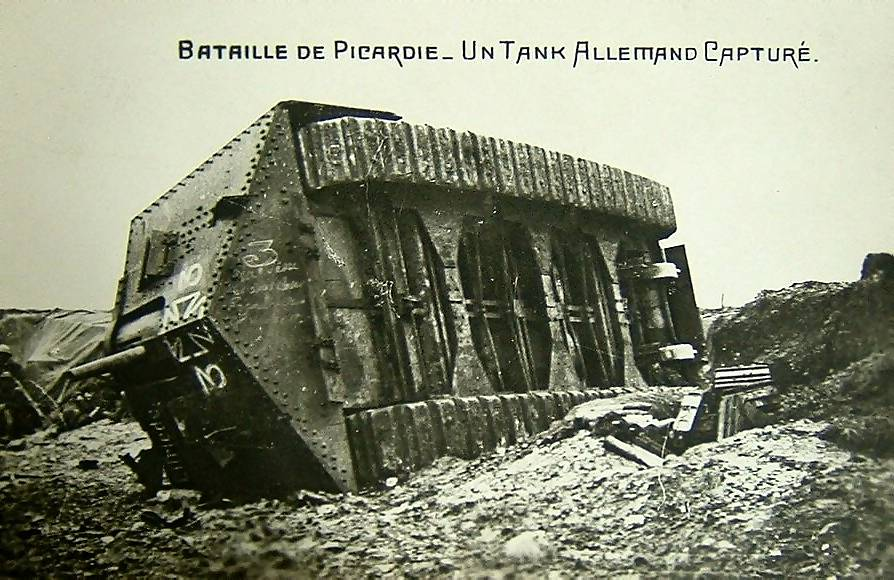
Převrácený A7V u Villers-Bretonneux
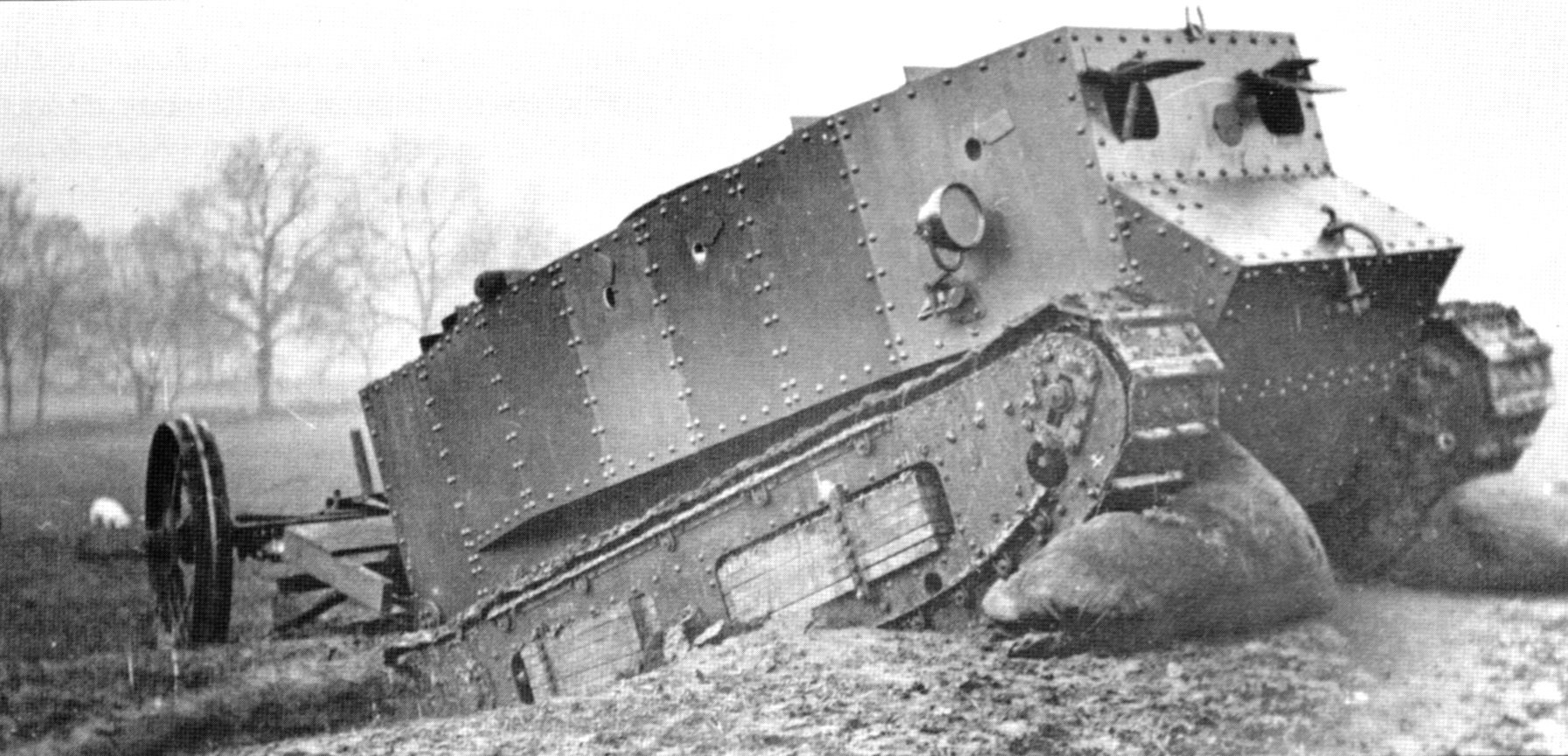
Testovaný Little Willie